# Avion-canard
Pour les articles homonymes, voir Canard (homonymie).
 (avril 2013).
Si vous disposez d'ouvrages ou d'articles de référence ou si vous connaissez des sites web de qualité traitant du thème abordé ici, merci de compléter l'article en donnant les références utiles à sa vérifiabilité et en les liant à la section « Notes et références ».
Un avion-canard, dit aussi « canard », est un avion présentant une surface portante placée à l'avant du fuselage plus petite que l'aile principale placée à l'arrière. Les surfaces latérales du plan canard sont parfois appelées « moustaches ».

## Historique

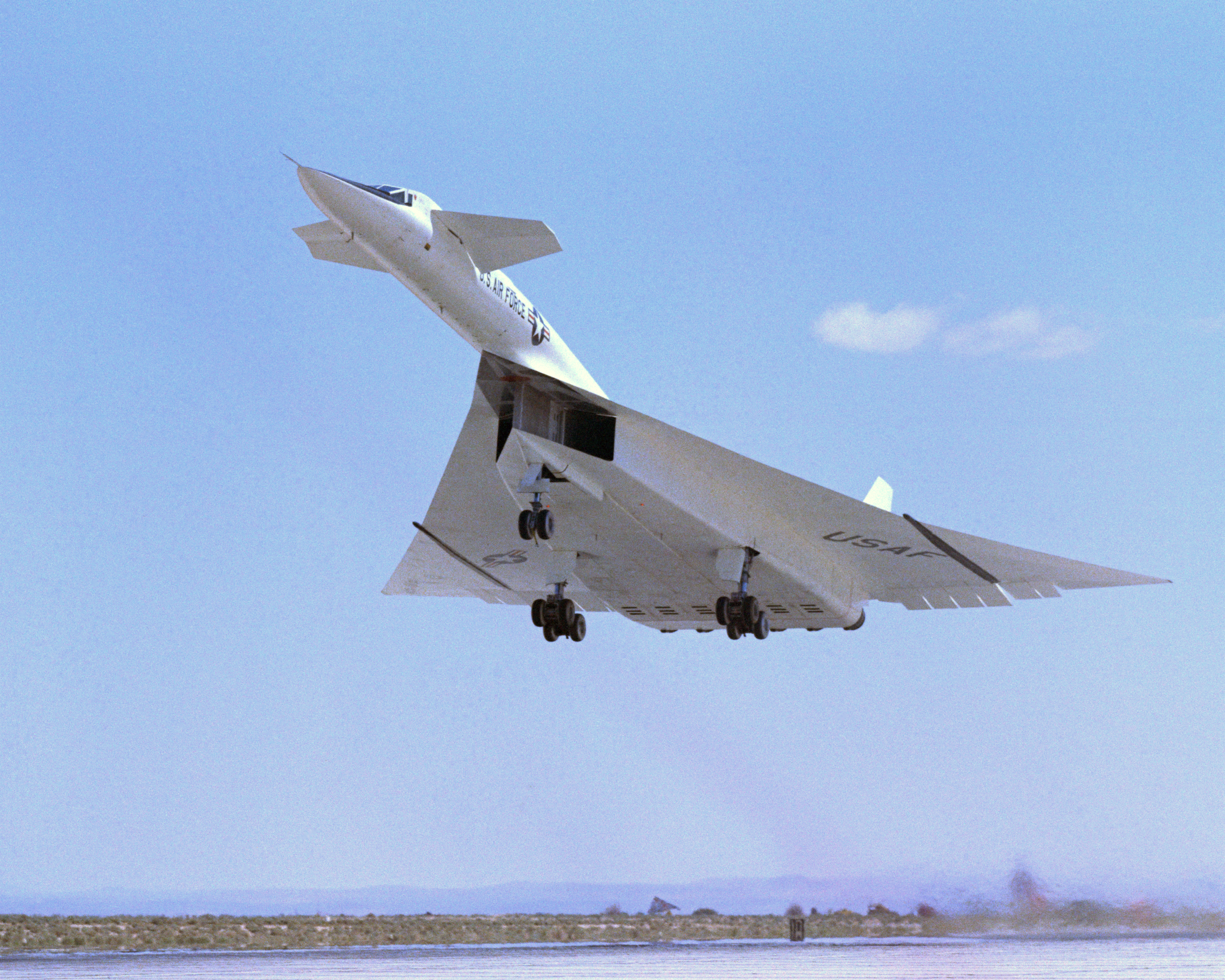
Plans canards (juste derrière le poste de pilotage) sur le bombardier expérimental XB-70 Valkyrie

Les premiers modèles d'avions qui prirent l'air, tels le Wright Flyer, le Santos-Dumont 14-bis ou l'hydravion "Le Canard" d'Henri Fabre (1910), ne possédaient pas  le type d'empennage arrière qui s'est imposé plus tard et que l'on dit maintenant  « conventionnel ». Par analogie avec les véhicules roulants dont la direction est déterminée par l'orientation des roues avant, les pionniers de l'aviation conçurent des avions dont les surfaces placées à l'avant permettaient de les piloter en tangage et parfois aussi en lacet. Le roulis était obtenu par le gauchissement des extrémités de la voilure principale (Wright Flyer), ou bien était plus ou moins induit par du dérapage en lacet (Farman-Voisin) 1908. 
À l'instar de certains oiseaux qui infléchissent la trajectoire de leur vol grâce à leur bec aplati (cf. Vol (animal)) plutôt qu'avec leurs rectrices, cette forme d'avion fut appelée canard,. L'expression est restée et est utilisée, telle quelle ou traduite, dans plusieurs langues.

## Définitions

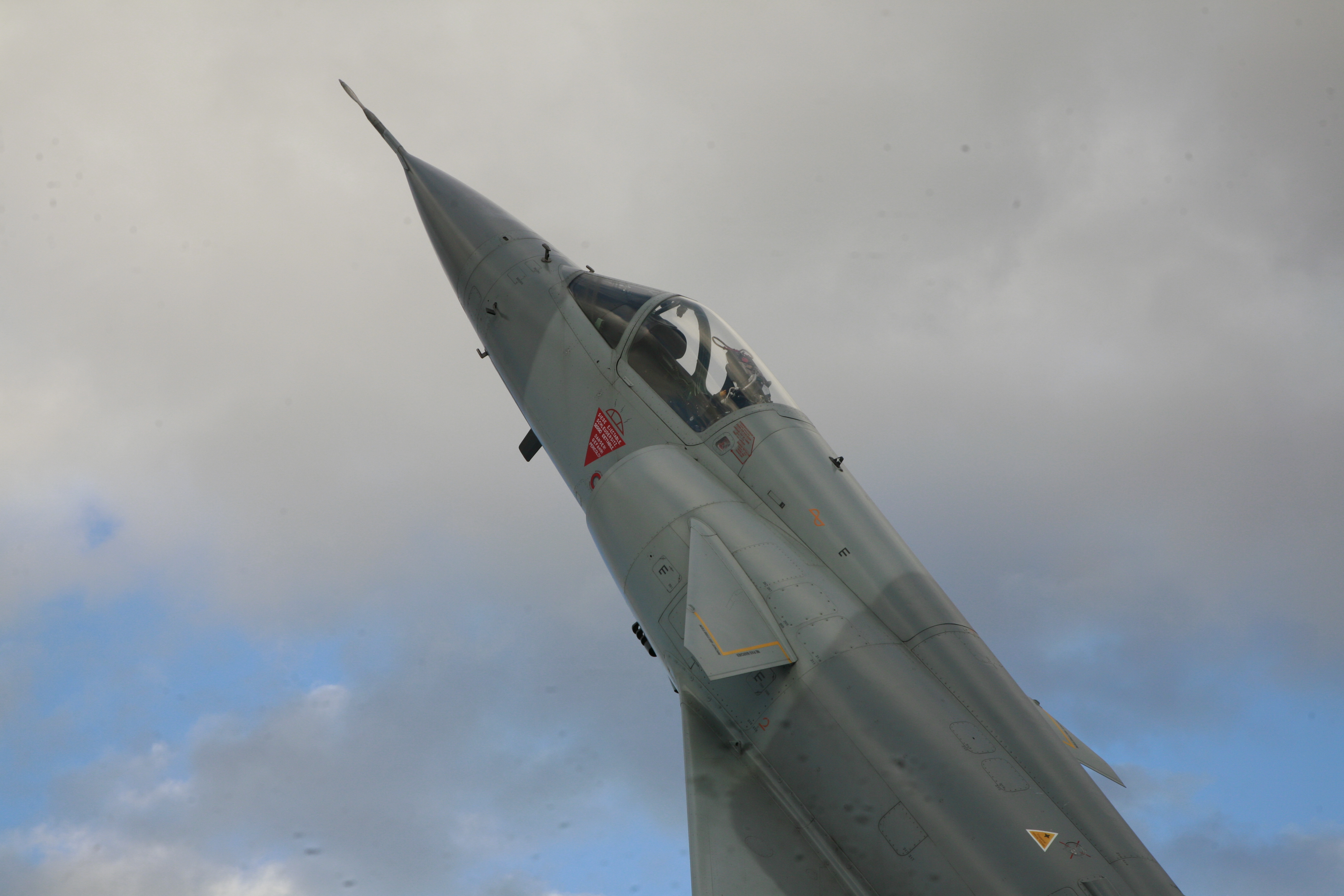
Plan canard sur un Dassault Mirage IIIS des Forces aériennes suisses.

- Un avion-canard est un type d'avion possédant deux surfaces portantes, un plan canard à l'avant, généralement porteur, et une aile principale placée à l'arrière.
- Il existe des vrais-faux canards, des ailes delta avec un équilibreur avant (Kfir israélien, Mirage IIIS suisse, Dassault Rafale) : le plan canard est peu ou pas porteur en vol ; à basse vitesse, le canard légèrement porteur (moment à cabrer) permet de braquer les élevons vers le bas (moment à piquer équilibrant le moment à cabrer du canard) pour gagner en portance et réduire la vitesse d'atterrissage. Il sert aussi à augmenter la maniabilité en tangage. La commande des plans canard sur chasseurs à réaction s'effectue par le biais d'un calculateur.
- Un avion trois surfaces (en) (en anglais : three-surface aircraft) est un avion possédant en plus de l'aile principale et de l'empennage arrière conventionnel un plan porteur "canard" placé à l'avant.

## Caractéristiques des avions-canards

### Avantages

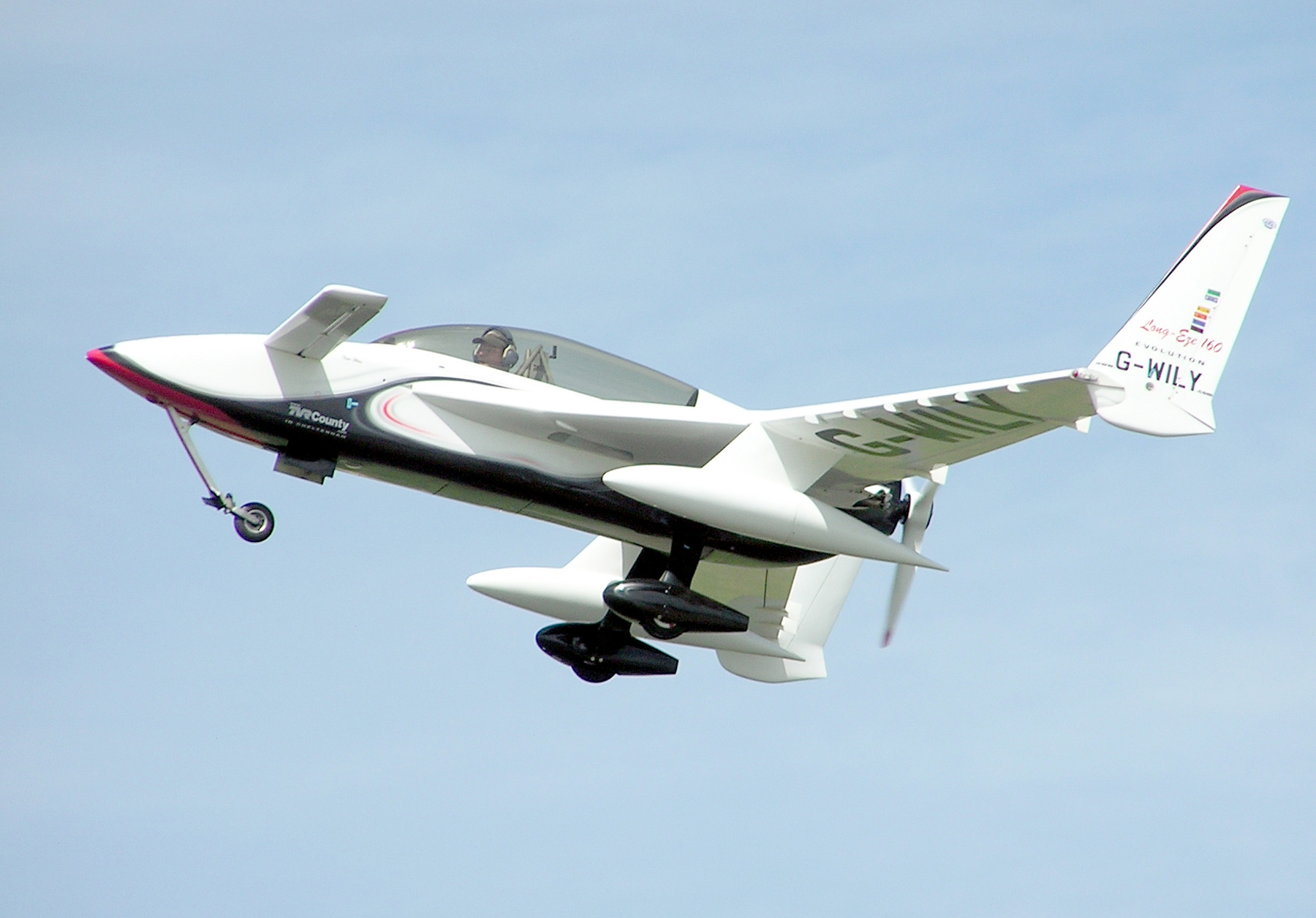
Rutan Long-EZ, avec le plan canard juste devant le pilote.

La surface du plan canard produit normalement une portance positive (vers le haut) qui s'ajoute à celle produite par les ailes alors qu'un empennage classique produit une déportance ou portance négative (vers le bas), contrariant la portance de l'aile principale, ce qui augmente de fait la traînée.
Une bonne conception du plan canard permet de protéger l'appareil contre le décrochage. Cette surface décroche en premier, l'aéronef pique alors du nez, évitant le décrochage de l'aile principale.
Le fuselage court d'un canard permet un gain de surface mouillée. Dans le cas d'un biplace à moteur arrière, la disposition en tandem présente deux avantages :
- position logique du pilote à l'avant et du passager à l'arrière non loin du centre de gravité ;
- faible maître-couple.

Le plan canard pourrait permettre une grande variation du centre de gravité avec une restriction importante : au-delà d'un centrage limite avant, le plan canard peut décrocher précocement à basse vitesse avec pour conséquence une mise en piqué.
L'utilisation d'un plan canard sur certains avions de chasse conjuguée avec celle des élevons situés sur le bord de fuite de l'aile augmente la vitesse angulaire de tangage, donc la maniabilité.

### Inconvénients
- La stabilité longitudinale oblige à charger davantage les surfaces avant que les surfaces arrières (ratio environ 1,6 à 2 pour 1).

L'aile arrière est donc peu chargée au mètre carré et n'atteint jamais son potentiel de portance maximal : sa surface est plus grande que nécessaire. 
- Cette configuration limite le gain en portance des volets sur l'aile.

Le déploiement des volets provoque un moment piqueur. Sur un aéronef conventionnel, cet effet est facilement compensé par l'augmentation de la déportance de l'empennage qui produit un  moment cabreur de sens opposé et restaure l'équilibre en tangage. Avec une configuration canard, le plan canard (qui est porteur en croisière) est déjà à coefficient de portance élevé en vol normal. Il n'a pas de réserve de Cz (coefficient de portance) suffisante pour compenser le moment piqueur très important de volets très reculés.

Pour résoudre ce problème, le Beechcraft Starship (modèle non poursuivi par son constructeur) présentait un plan canard à géométrie variable : la surface pivotait vers l'avant pour compenser en partie le moment piqueur causé par le déploiement des volets.
 
Beaucoup d'avions canard n'ont pas de volets, leur débattement et donc leur efficacité étant trop limitée.
- Déflexion du canard

Les ailes se trouvent en arrière des surfaces canard, et reçoivent leur déflexion : négative en arrière du plan canard (ce qui diminue la portance de l'aile dans cette zone), positive au niveau du bout du canard (pic de portance local), puis un air peu défléchi à l'extérieur. La distribution de portance sur l'aile arrière n'est pas régulière, elle varie avec la portance du canard et avec l'angle de dérapage (attaque oblique) ; cela pose un problème de conception difficile.
- Propulsion (monomoteur)
  - L'hélice étant généralement à l'arrière, la voilure n'est pas soufflée : perte de portance au roulage.
  - L'hélice arrière (de petit diamètre à cause de la limitation de la garde au sol) travaille dans le sillage perturbé du canard, de l'aile, des jambes de train et du fuselage. Son rendement propulsif en est grandement affecté (environ 0,72 à 0,76 au lieu de 0,80 à 0,85), ce qui diminue la poussée au décollage.
- Tous ces facteurs rendent les distances de décollage et d'atterrissage plus longues et à des vitesses plus grandes que sur un avion conventionnel.
- Équilibre longitudinal sensible à la pluie dans le cas de certains avions-canards conçus par Burt Rutan : la faible corde du canard ET le choix d'un profil « laminaire » font que la portance du canard est affectée par la pluie qui provoque le décollement précoce des filets d'air sur l'extrados). Comme la pluie perturbe moins la portance de l'aile (arrière), l'avion peut piquer du nez. Un remède est de disposer des générateurs de vortex (tourbillons) sur le canard ; un autre remède est de revenir à un profil classique (à laminarité moins étendue) : sur le Rutan Long-EZ, le profil GU-25 a été remplacé par un Roncz 1145MS.

### Biographie
- J. Gambu et J Perard. Aviation Magazine International, 602, Jan 1973, 2; pp 29-40: Saab 37 Viggen.

### Liens
- Liste d'avions à hélice propulsive

### Avions-canards
- Débuts de l'aviation
  - Wright Planeur 1902
  - Wright Flyer 1903, voir aussi Frères Wright
  - Santos-Dumont 14-bis 1906
  - Voisin-Farman 1908, avion trois surfaces présentant un plan canard
  - AEA Silver Dart 1909
  - Le canard 1910 (Hydravion de Henri Fabre)

- Moto-planeurs
  - Rutan Solitaire

- Avions de tourisme
  - Cozy MK IV
  - Freedom Aviation Phoenix
  - Gyroflug SC01
  - Peterson 260 SE (Cessna 182 avec des canards)
  - Pterodactyl Ascender
  - Rutan VariViggen, VariEze, Defiant,  Long-EZ,
  - Rutan Voyager (avion du tour du monde)
  - Steve Wright Stagger-EZ
  - Velocity SE et XL
  - Berkut aircraft

- Avions à énergie musculaire
  - Gossamer Condor et Albatross

- Transport de passagers
  - MiG-8
  - Focke Wulf F 19 Ente
  - Beechcraft Starship
  - Tupolev tu-144 (aile delta + moustaches)
  - Piaggio P180 Avanti

- Avions militaires
  - Atlas Cheetah
  - Curtiss-Wright XP-55 Ascender
  - IAI Kfir et Lavi
  - Chengdu J-9 et J-10
  - Eurofighter Typhoon
  - Viggen 1967, Saab JAS 39 Gripen 1988
  - Mirage III suisses et brésiliens, Mirage 4000 et Dassault Rafale
  - Grumman X-29A
  - F-15 S/MTD, ACTIVE et IFCS
  - Kyūshū J7W1
  - Mig 1.44
  - Rockwell-MBB X-31 et Rockwell B-1B Lancer (Bombardier supersonique. De petits plans canards participent à la stabilité à basse vitesse)
  - Soukhoï Su-30, Su-32, Su-33, Su-34, Su-35, Su-37, Su-47 et  T-4
  - North American X-10, XB-70 Valkyrie et SM-64 Navaho (missile)
  - Chengdu J-20